# Dan Jurgens
Dan Jurgens  (né le 27 juin 1959) est un dessinateur et scénariste de comics américain. C'est l'auteur du fameux crossover "La mort de Superman" chez DC Comics.

## Biographie
Dan Jurgens suit des études en art tout en commençant une carrière de designer. Mike Grell, alors auteur de la série Warlord publiée par DC Comics lui propose de dessiner un des épisodes du comics. Le premier travail publié de Dan Jurgens est donc le numéro 63 de Warlord. Il commence ainsi à travailler pour DC Comics où il dessinera divers comics dont Adventures of Superman Annual No. 1. Par la suite il est scénariste de plusieurs séries dont Superman. Il quitte DC pour Marvel où il scénarise des épisodes de Thor, Captain America, Iron Fist.

## Publications
- Superman (DC)
- Sun Devils (comics)  (DC)
- Superman vs. Aliens (DC)
- Superman: The Doomsday Wars (DC)
- Superman: Day of Doom (DC)
- Flash Gordon avec Bruce Patterson (DC)
- Tales of the Legion of Super-Heroes  (DC)
- Armageddon 2001
- Poison Ivy (DC)
- Teen Titans (DC)
- Metamorpho (DC)
- Justice League America (DC)
- Metal Men (DC)
- Green Arrow Annual (DC)
- Zero Hour (comics) (DC)
- Countdown to Final Crisis (DC)
- Captain America (Marvel)
- Thor (comics) (Marvel)
- Firestorm (Jason Rusch) (DC)
- Solar (comics) (Valiant Comics)
- Tomb Raider (Top Cow)
- 52 (comics) (DC)
- Common Grounds (Top Cow)
- Infinite Crisis Aftermath: The Battle for Blüdhaven (DC)
- Supreme Power: Hyperion (Max/Marvel)
- Justice League of America  (DC)
- The Crusaders  (DC)
- Nightwing  (DC)
- The Legion   (DC)
- Batman: Shadow of the Bat  (DC)
- Rising Stars: Bright (Top Cow)
- City of Heroes  (Top Cow)
- The Chaos Effect(Valiant Comics)
- Showcase '95 Supergirl

### Créations
- Tangent Comics (filiale de DC Comics)
- Doomsday (comics) (DC)
- Booster Gold (DC)
- Agent Liberty (DC)
- Waverider (comics) (DC)
- Human Bomb Franklin (DC) cocréateur Jimmy Palmiotti
- Isaiah Crockett (comics) (DC)
- Hank Henshaw (The Cyborg)  (DC)
- G.I. Joe: Frontline (Image Comics) avec (Larry Hama / Dan Jurgens/ Bob Layton)

## Prix
- 1995 : Prix du comic book de la National Cartoonists Society
- 2013 : Prix Inkpot.